# Алессандро Фарнезе (герцог Пармський)
Алесса́ндро Фарне́зе (італ. Alessandro Farnese, ісп. Alejandro Farnesio; 27 серпня 1545 — 3 грудня 1592) — італійський шляхтич і кондотьєр, герцог Пармський, П'яченцький і Кастрівський (1586—1592). Губернатор іспанських Нідерландів (1578—1592). Один із провідних полководців і стратегів Європи 2-ї половини XVI ст. Представник Фарнезького дому. Народився у Римі, Папська держава. Син пармського герцога Оттавіо Фарнезе і принцеси Маргарити, позашлюбної доньки імператора Карла V. Праонук римського папи Павла III. Був одружений із португальською інфантою Марією (1565—1577), від якої мав трьох дітей — мантуаську герцогиню Маргариту, пармського герцога Рануччо й кардинала Одоардо. Перебував на службі іспанського короля Філіпа II з Габсбурзького дому. Був другом Хуана Австрійського. Відзначився у битві при Лепанто проти османів (1571) та битві при Жамблу проти голландців (1578). Успішно боровся з Нідерландським повстанням за незалежність (1578—1592). Захопив ряд ключових міст у Фландрії, на теренах сучасної Бельгії, залишивши їх під іспанським контролем: Маастрихт (1579), Турне (1581), Діст і Вестерло (1583), Антверпен (1585) тощо. Успадкував Пармське герцогство після смерті батька (1586), але до Італії не повернувся. Керував герцогством за допомогою сина-регента Рануччо I. Брав участь у французьких релігійних війнах на боці католиків (з 1590). Звільнив від протестантської облоги Париж (1590) і Руан (1591). Захворів після поранення в битві при Кодбеці (1592). Помер в Аррасі, Франція.

## Імена
- Алесса́ндро Фарне́зе (італ. Alessandro Farnese) — в італійських джерелах.
- Алехандро Фарнесіо (ісп. Alejandro Farnesio) — у кастильських, іспанських джерелах.
- Алесса́ндро Пармський (італ. Alessandro di Parma — за назвою герцогства.
- О́лександр, або А́лександр (лат. Alexander) — у латинських джерелах.

## Біографія

### Молодість

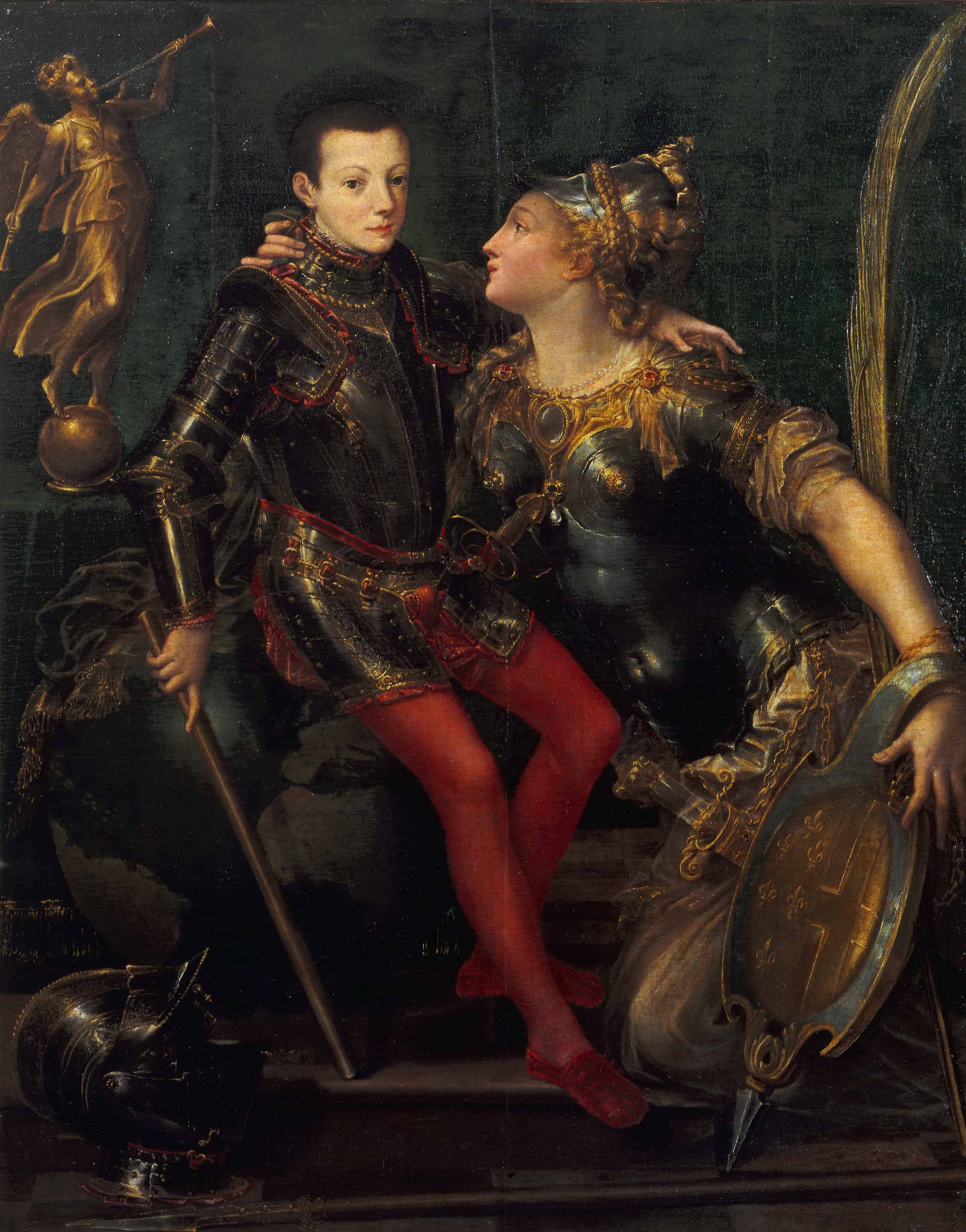
Парма обнімає 9-річного Алессандро (бл. 1556, Дж. М. Бедолі, Пармська національна галерея)

Алессандро Фарнезе народився 27 серпня 1545 року в Римі. Він був сином пармського герцога Оттавіо Фарнезе й принцеси Маргарити, позашлюбної доньки Карла V, імператора Священної Римської імперії й короля Іспанії. Хлопець був небожем іспанського короля Феліпе II й іспанського генерала Хуана Австрійського, синів Карла V.

У середині XVI століття Пармське герцогство перебувало в союзі із Французьким королівством й воювало проти Габсбургів. Воно намагалося повернути П'яченцу, захоплену у вересні 1544 року військами Карла V. Останній розумів стратегічне значення герцогства, тому 15 вересня 1556 року його син Феліпе II уклав у Генті договір зі Оттавіо Фарнезе. Згідно з договором Пармське герцогство ставало союзником Габсбурзької Іспанії, а та, в свою чергу, повертала йому П'яченцу. П'яченська цитадель залишалася за іспанцями. Герцог мусив відправити заручником до іспанського двору свого сина Алессандро, спадкоємця Пармського герцогства. 

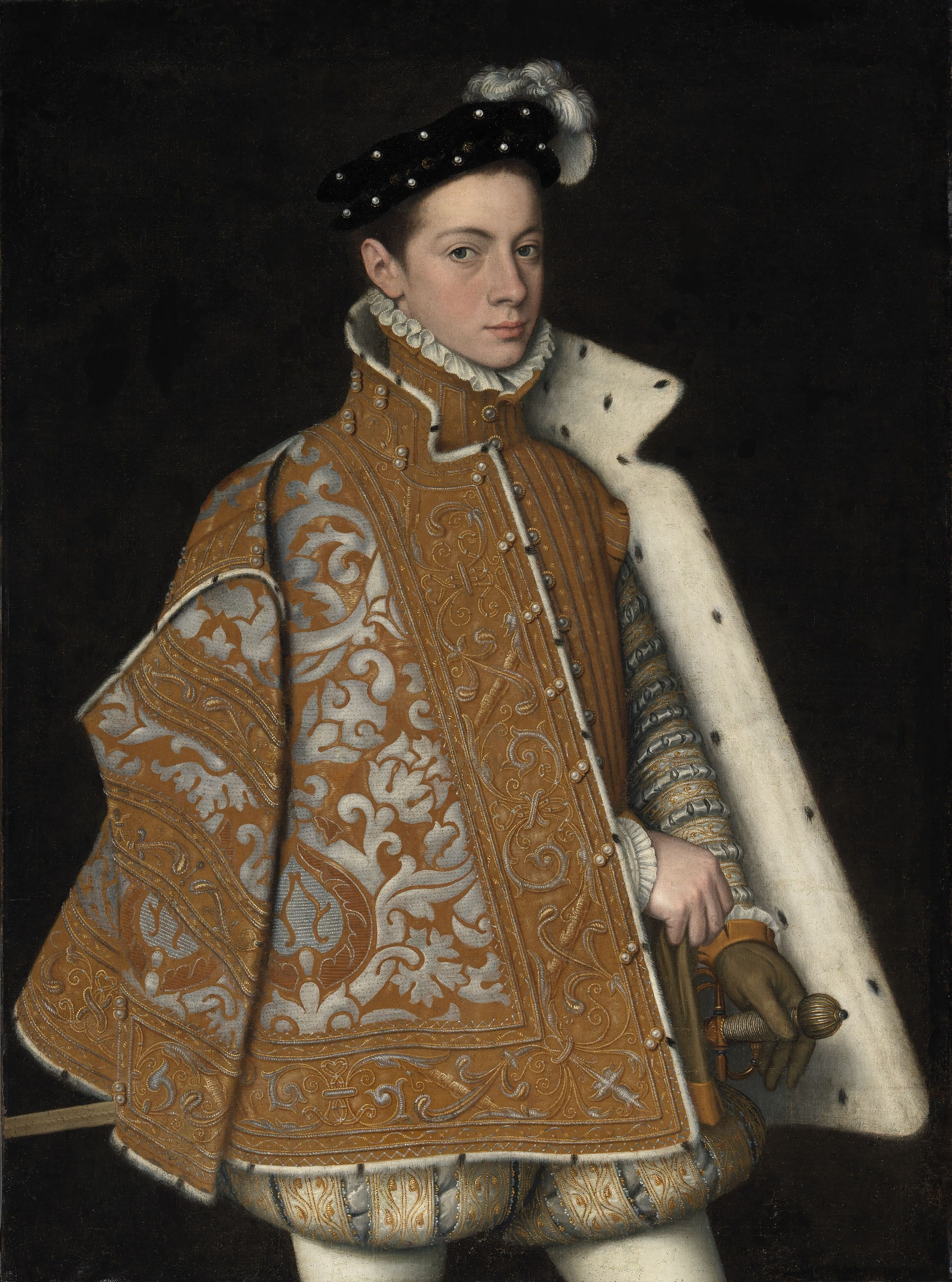
Портрет Алессандро Фарнезе в 15-річному віці. Софонісба Ангісола, 1560 рік

Наприкінці 1556 року 10-річний Алессандро виїхав з Парми у супроводі своєї матері й дістався до двору свого дядька Феліпе ІІ, що тоді перебував у Іспанських Нідерландах. Хлопець навчався тут, ріс під постійним іспанським впливом. Він і його мати взяли участь у подорожі Феліпе ІІ до Англії, до Марії Тюдор, а у вересні 1559 року повернулися назад до іспанського двору.
Алессандро отримав класичну освіту. Його вчителем був гуманіст Фраческо Луїзіні. Юнак вивчав природничі й гуманітарні науки, знав французьку й німецьку мови. Проте найбільше він захоплювався їздою верхи, полюванням та спортивним заняттями. Алессандро був невеликого зросту, але атлетичної будови. Він стійко переносив втому, міг не спати ночами й навіть при гарячці не залишався у ліжку.
У 13 років Алессандро став близьким другом принца Хуана Австрійського, який, незважаючи на близький вік, був його дядьком, звідним братом Феліпе ІІ. Ця дружба протривала до смерті самого принца. Обидва були відвертими і щедрими, проте Алессандро вирізнявся більшою обережністю, силою волі і самоконтролем. 1561 року в Алькалі друзі провели разом із хворобливим інфантом Карлосом, але через травму останнього були змушені повернутися до Мадрида.

### Шлюб

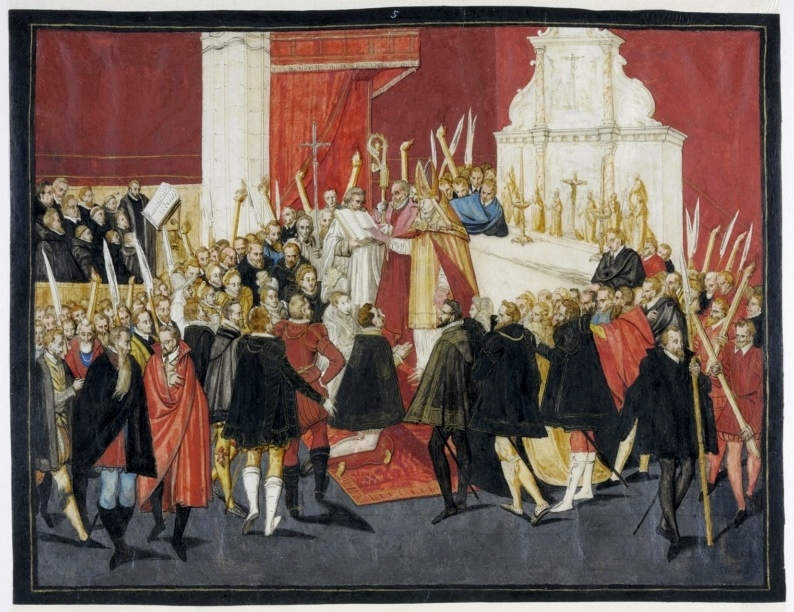
Вінчання Алессандро і Фарнезе (1565, Ф.Флоріс, «Брюссельський альбом», Бібліотека Варшавського університету).

1559 року Маргарита, матір Алессандро, була призначена губернатором Іспанських Нідерландів. Вона прийняла цю посаду аби отримати прихильність свого брата-короля Феліпе ІІ, сподіваючись, що той поверне П'яченську цитадель герцогу Парми. Маргарита також надіялася, що король санкціонує шлюб Алессандро із якоюсь італійською принцесою, зокрема із Мантуанського герцогства.
Натомість Феліпе ІІ хотів аби Алессандро залишався вірним інтересам Іспанії й запропонував одружити його із португальською інфантою Марією, онукою португальського короля Мануела I. Вона була молодшою за Алессандро на 7 років. Пармський герцог Оттавіо й Маргарита дали згоду на цей шлюб.
8 листопада 1565 року в Брюсселі відбулося урочисте вінчання Алессандро і Марії (за іншими даними — 11 листопада, або 30 листопада). 16 травня 1566 року молодята отримали дозвіл виїхати до Парми й оселилися в єпископському палаці. У шлюбі Марія народила трьох дітей — Рануччо, наступного пармського герцога; Одоардо, католицького кардинала; і Маргариту, дружину мантуанського герцога Вінченцо.
Алессандро нудився від подружнього життя в Пармі, мріючи про військову кар'єру. Аби розвіятися він часто відвідував коханок й займався улюбленим справами — фехтуванням, виїздкою і полюванням. Принц до нестями захоплювався гарними кіньми і мисливськими собаками.
У вересні 1567 року альбський герцог Фернандо Альварес де Толедо, уповноважений іспанським королем Феліпе ІІ, став новим губернантором Іспанських Нідерландів. У зв'язку з цим Маргарита виїхала до Парми, де зустрілася із Алессандро й чоловіком наприкінці 1568 року.

### Війни з турками

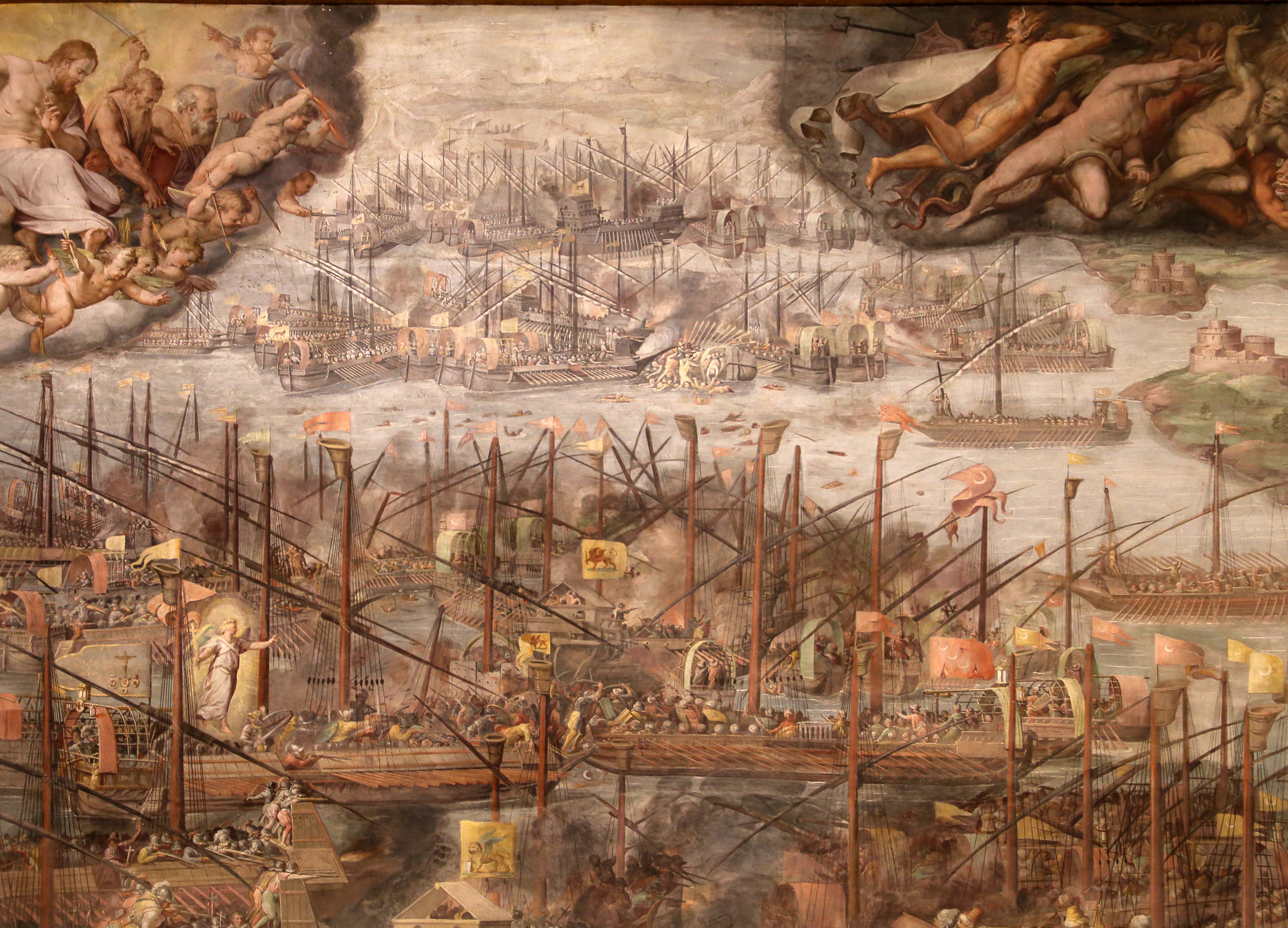
Битва при Лепанто (1573, Дж. Вазарі)

20 травня 1571 року Святий Престол, Венеційська республіка й Габсбурзька Іспанія створили Священну Лігу для протидії Османській імперії. Її головнокомандувачем став Хуан Австрійський, друг дитинства Алессандро, який до того відзначився у війнах з маврами-повстанцями у Гранаді.
Алессандро написав листа королю Феліпе ІІ в якому прохав зарахувати його до війська Священної Ліги, під командування його дядька і друга Хуана. Король дав згоду й 27 липня 1571 року пармський принц зустрівся із головнокомандувачем у Генуї. Хуан радо прийняв Алессандро, зробив його членом своєї військової ради й доручив командування трьома галерами генуезького флоту, що приєднався до Ліги.
7 жовтня 1571 року християнські війська Хуана здобули велику перемогу в битві при Лепанто. Алессандро відзначився у ній, взявши на абордаж турецьку галеру й захопивши корабельну скарбницю з платнею для моряків.
4 жовтня 1572 року, під час невдалої облоги Наваріно на Пелопоннесі, Алессандро знову засвідчив велику хоробрість і холоднокровність: він відступив з-під міста, врятувавши свої сили від засідки, яку готували турки.
Коли Священна Ліга була розпущена, принц Хуан вирушив до Північної Африки, а Алессандро повренувся до Парми. Незабаром після втрати Туніса король Феліпе ІІ відкликав Хуана до Іспанії.

### Нідерланди. Під командуванням Хуана Австрійського

Битва при Жамблу (1727, Ф. Страда).

Від 1568 року в Іспанських Нідерландах тривала війна з місцевими повстанцями, які прагнули незалежності. Наприкінці 1573 року іспанський король Філіп ІІ замінив Фернандо Альвареса де Толедо, герцога Альбського на посаді губернатора Нідерландів на Луїса де Рекесенс, що був прихильником політики угод і компромісів. Проте у березні 1576 року новий губернатор помер залишивши по собі вакуум влади і бунти солдатів, які нещадно пограбували Антверпен. Це ще більше налаштувало місцевих мешканців проти Іспанії.
У цих складних умовах Філіп ІІ призначив свого звідного брата Хуана Австрійського наступним губернатором Нідерландів. 12 лютого 1577 року, після тривалих обговорень з Генеральними штатами Сімнадцяти провінцій, Хуан погодився підписати Вічний едикт, що передбачав відведення іспанських військ з території Нідерландів до Італії в обмін на підтримку провінціями короля й дотримання католицизму. Проте вже 25 червня того ж року він порушив угоду й захопив нідерландську цитадель Намюр.
Цю подію негативно сприйняли у Мадриді, де самого принца підозрювали у інтригах: він таємно контактував із папою і французькими Гізами, щоб одружитися з Марією Тюдор і посісти англійський престол. Розуміючи трудність становища, Хуан звернувся до королівського двору з тим, щоб йому у поміч надіслали Алессандро Фарнезе, якому він повністю довіряв. Останній був готовий стати в пригоді своєму старому другові й зайнятися війною, особливо зважаючи на те, що у вересні 1577 року померла його дружина Марія.
17 грудня 1577 року Алессандро прибув до Люксембурга, де на нього чекав Хуан. Той запропонував йому очолити кавалерію. Хуан розпочав підготовку до війни і змусив короля Феліпе ІІ повернути іспанські терції до краю. Він мав у своєму розпорядженні 18 тисяч піхоти і 2 тисячі кінноти — військо, до якого входили іспанці, бургундці, французи і німці.
31 січня 1578 року, користуючись відсутністю валонських голів, які виїхали до Брюсселя, іспанське військо під проводом Хуана атакувало нідерландські сили біля Жамблу. Кіннота Алессандро зненацька вдарила по нідерландцях з тилу і посіяла паніку в стані ворога. Під час відступу вершники посікли декілька тисяч повстанців. Іспанці здобули переконливу перемогу й отримали шанс розвинути наступ на Брюссель. Але для цього в Хуанові забракло грошей. Його війська підкорили лише кілька міст Східного Брабанту.
15 липня того ж року Алессандро оточив Лімбург й готувався захопити Маастрихт. Тим часом Хуан, який був розчарований провалом своїх особистих планів (його особистого секретаря Хуана Ескобедо вбили у Мадриді) й страждав від тифу, повернувся до Намюра. Там він і помер в жовтні 1577 року. Перед смертю Хуан добився від Філіпа ІІ призначення 34-річного Алессандро на посаду губернатора Іспанських Нідерландів.

### Губернатор Нідерландів
Алессандро Фарнезе помер 2 грудня 1592 року в Аррасі, Франція.

## Сім'я
- Батько: Оттавіо Фарнезе (1545—1592), герцог Пармський (1586—1592).
- Дружина: Марія (1538—1577), донька гімарайнського герцога Дуарте І.
  - Маргарита Фарнезе (7 листопада 1567 — 13 квітень 1643), в 1581 році одружилась з  Вінченцо I Гонзага 
  - Рануччо I Фарнезе (28 березня 1569 — 5 березня 1622), з 1600 одружений з Маргаритою Альдобрандіні
  - Одоардо Фарнезе (6 грудня 1573 — 21 листопад 1626), кардинал.

## У культурі

### Образотворче мистецтво

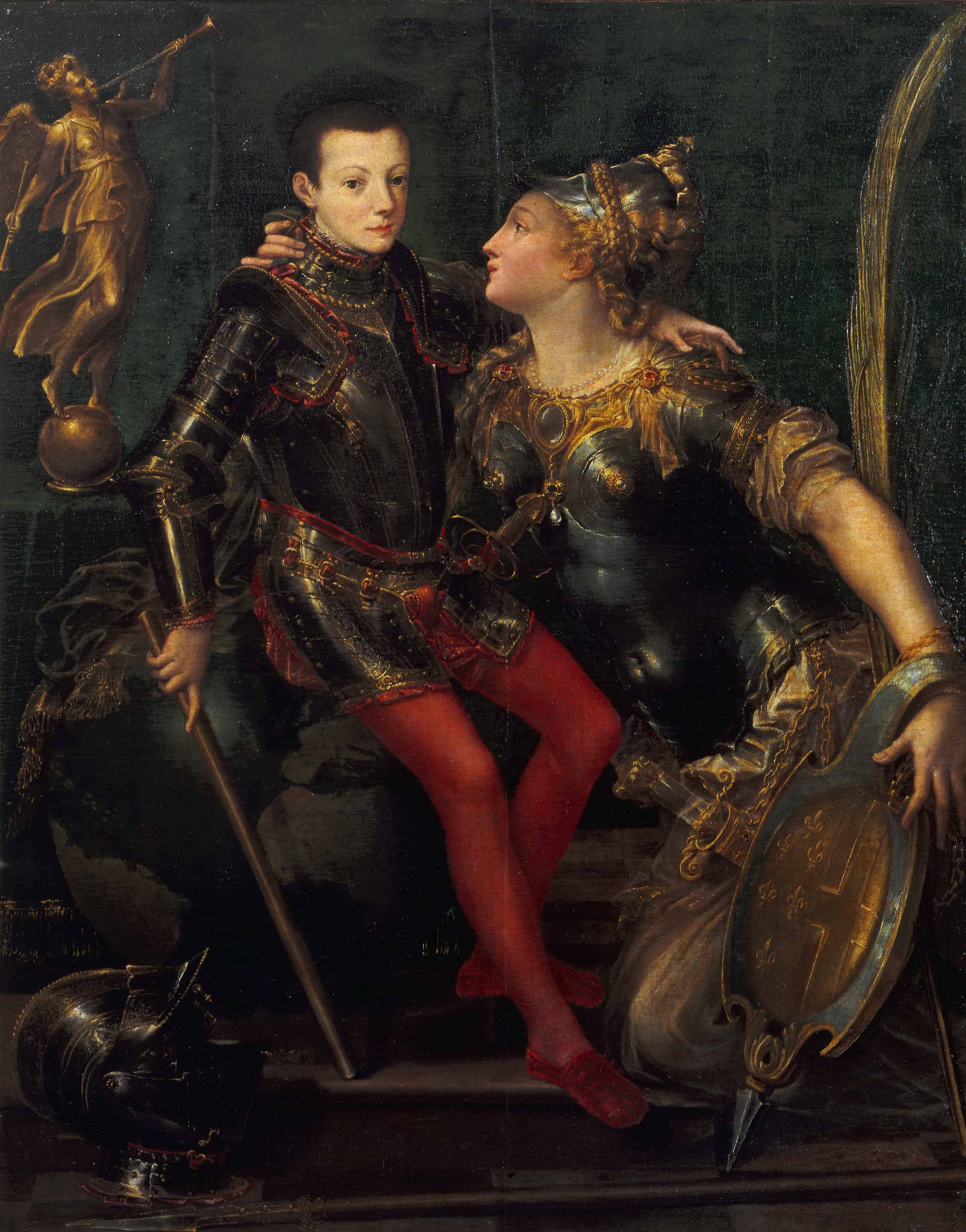
1556, Д. Бедолі
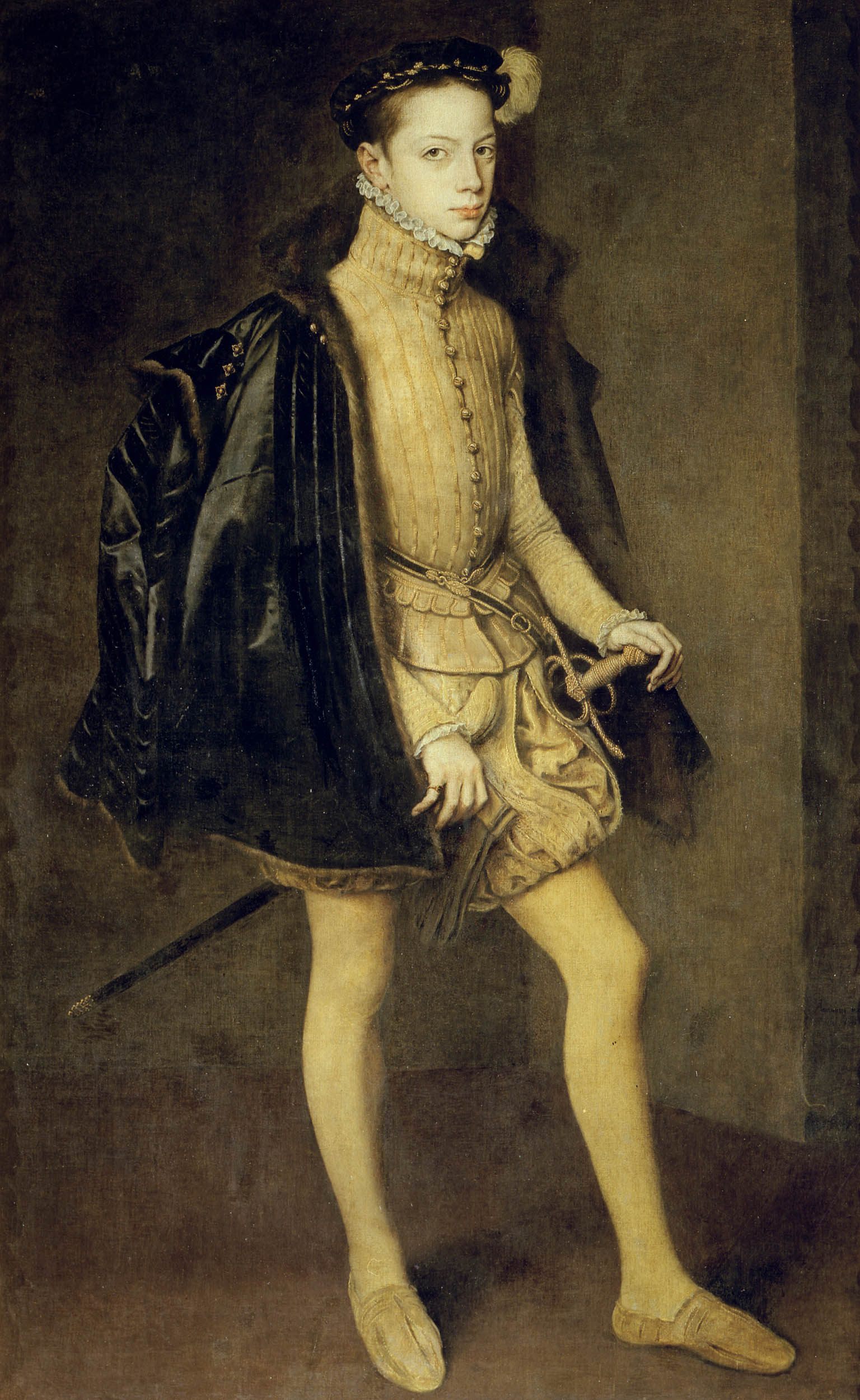
1557, А. Мор
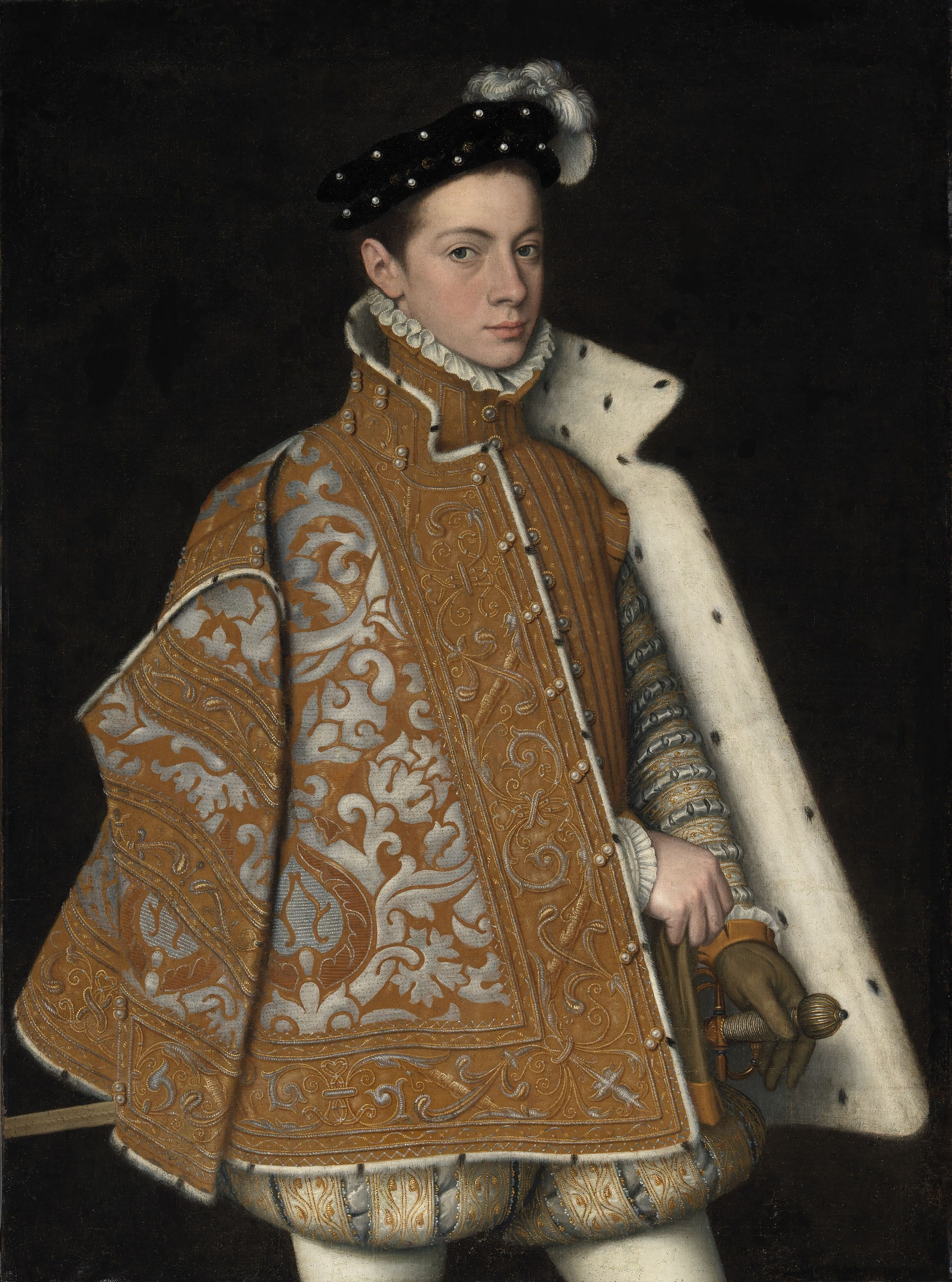
1560, А. Ангісола
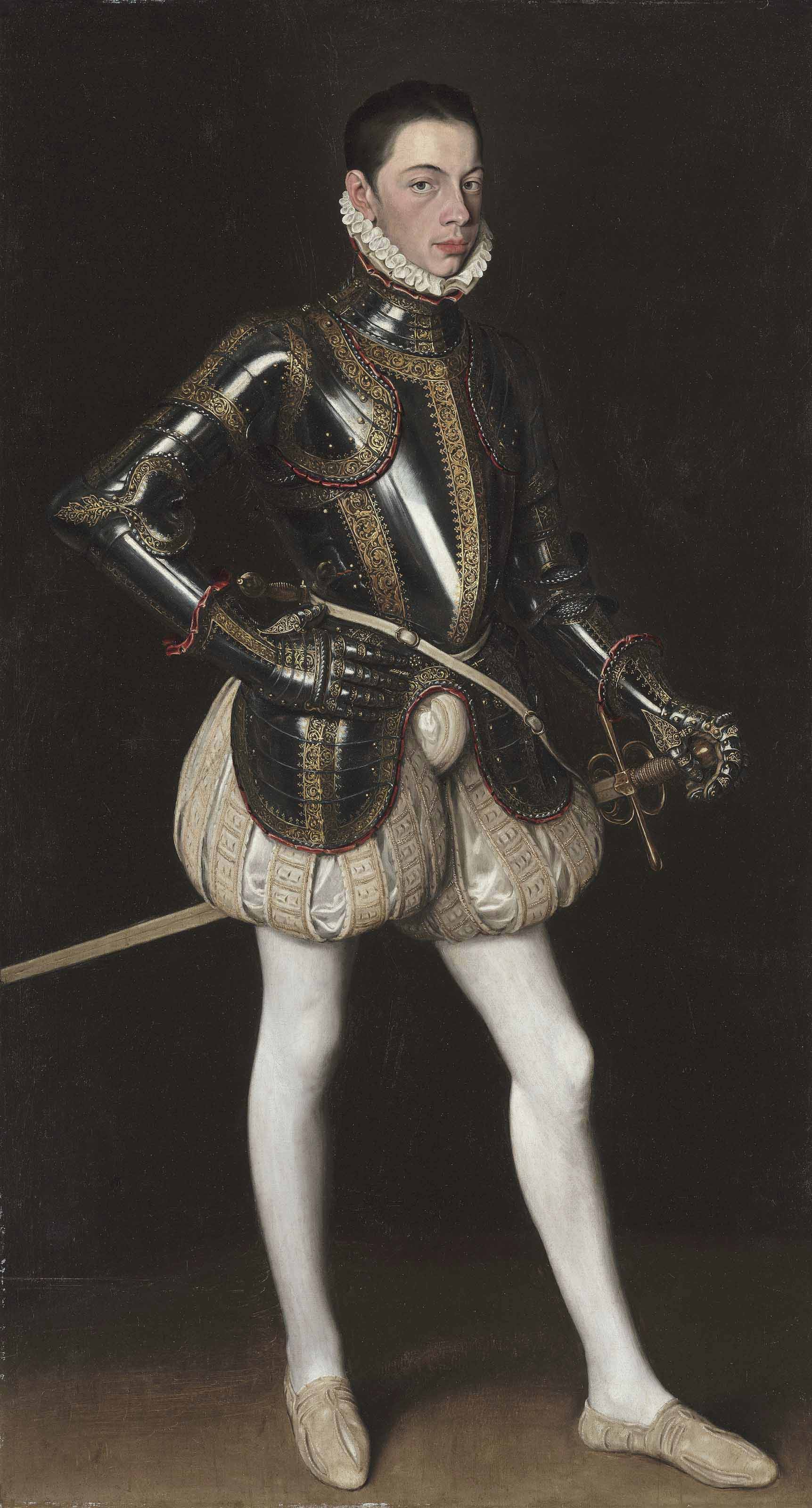
1561, А. Мор
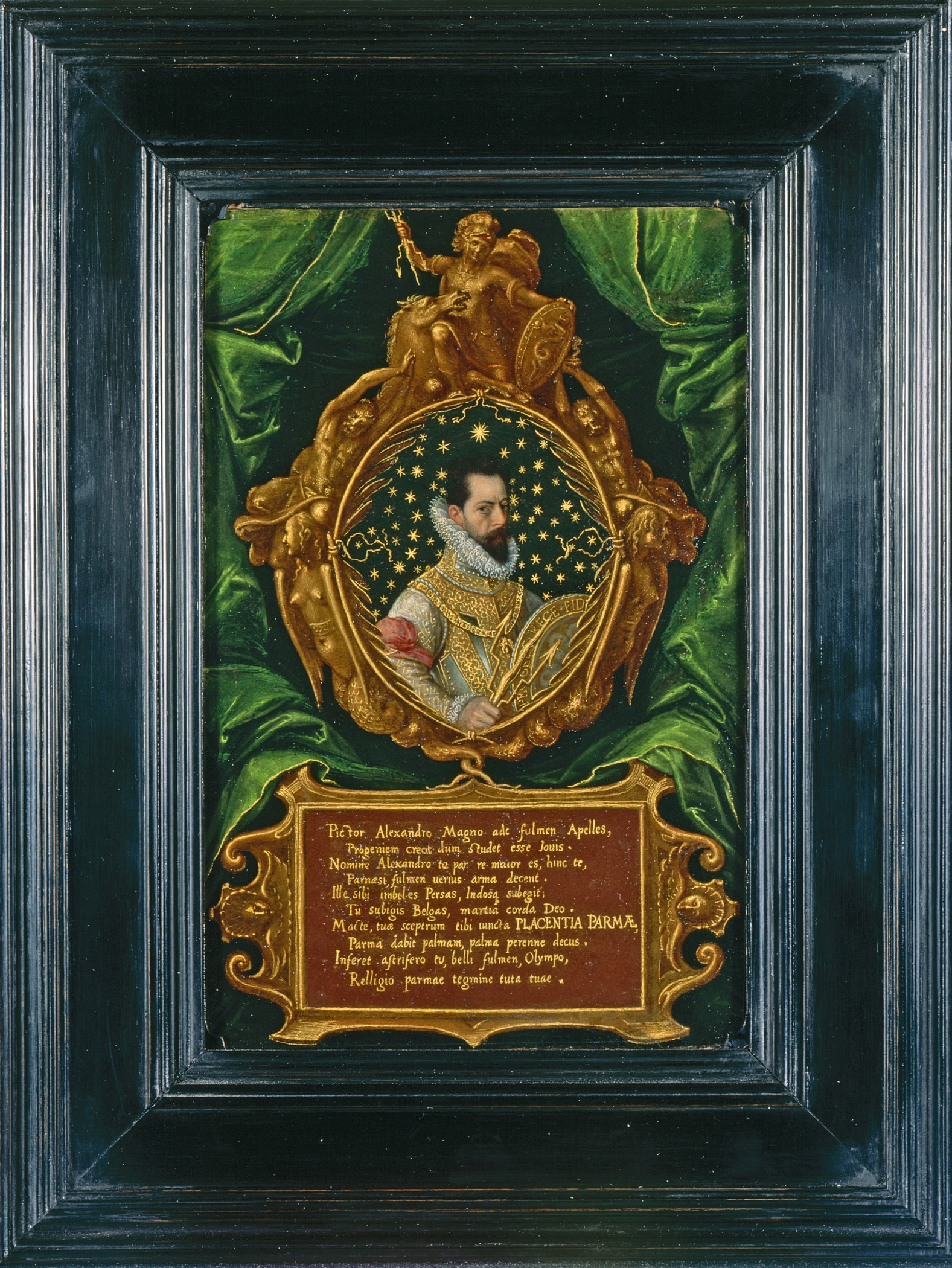
1585, О. ван Веєн
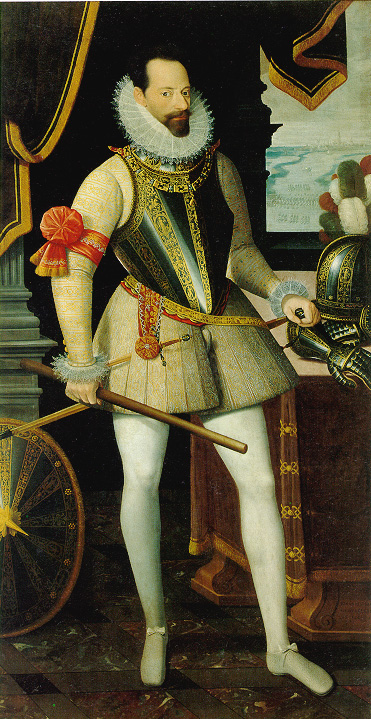
1585, Ж. Сайве І
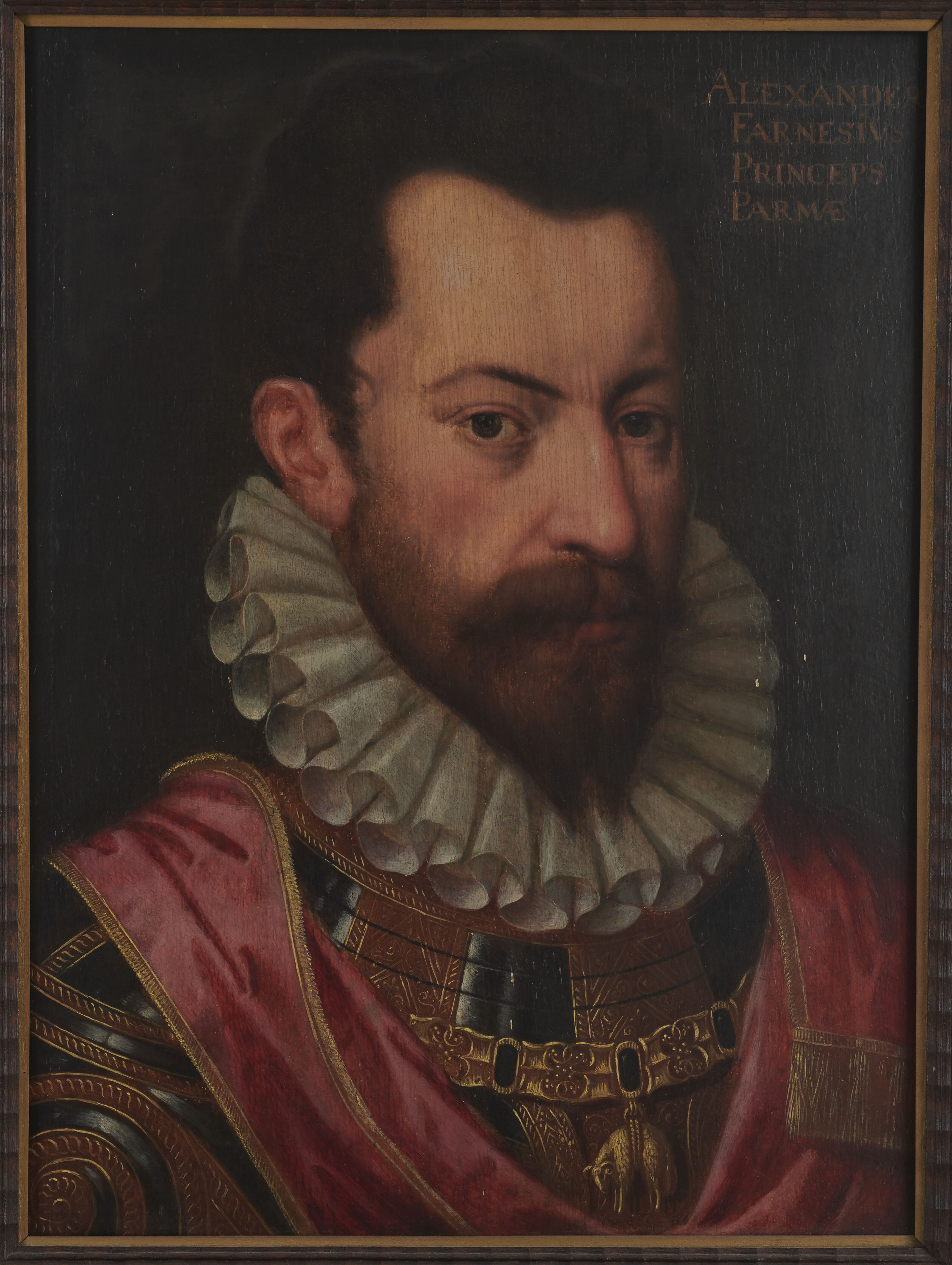
1590, А. Клейсен
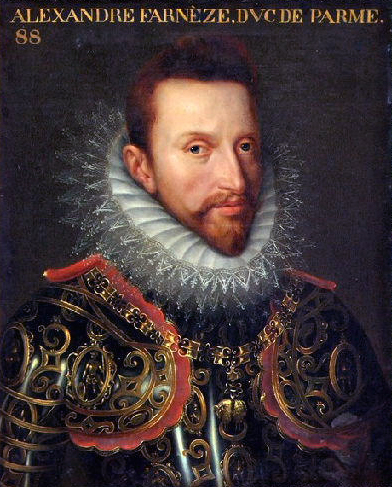
1592, О. ван Веєн
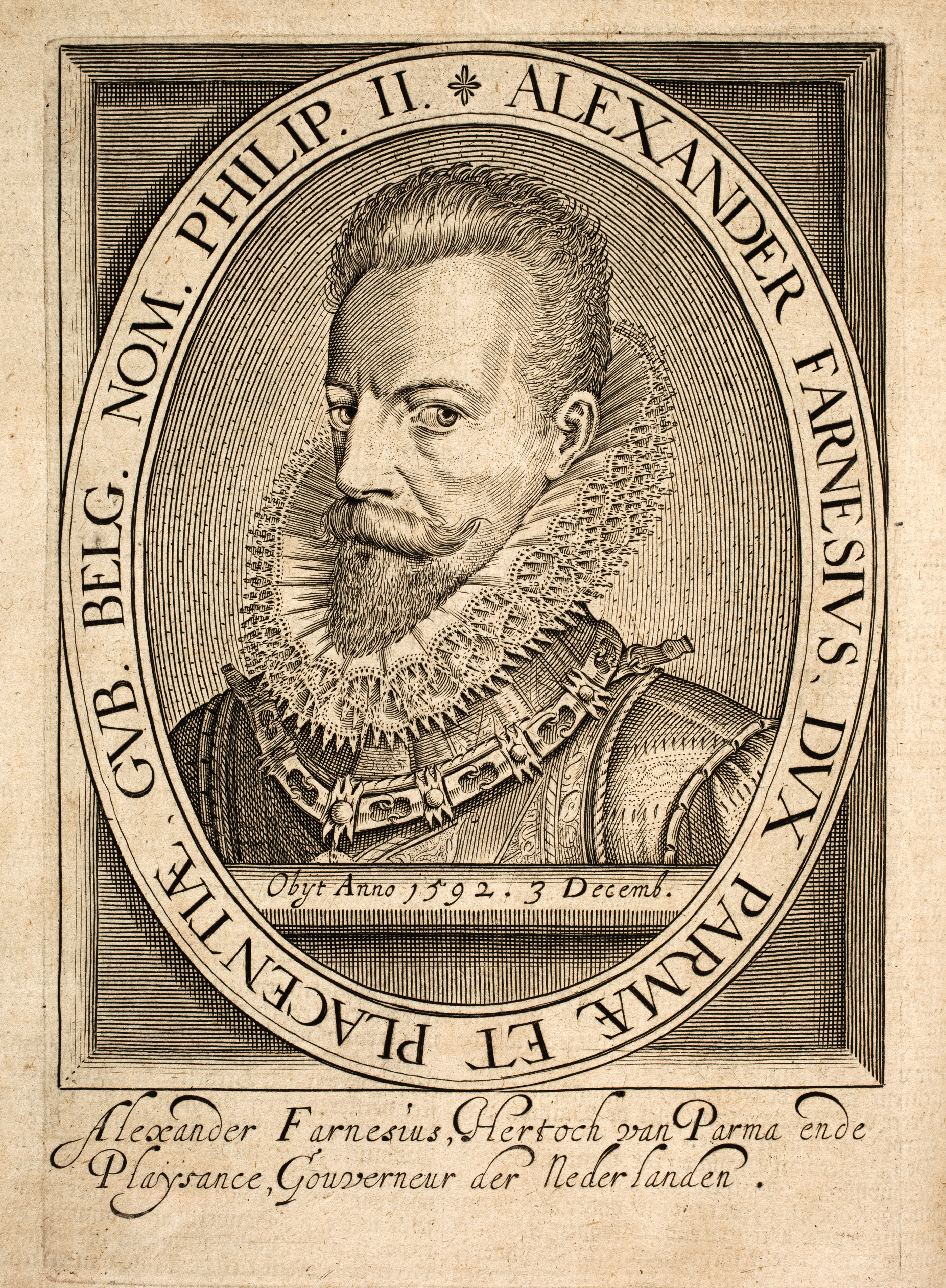
1614, С. Руйтінк
1681, Гроцій
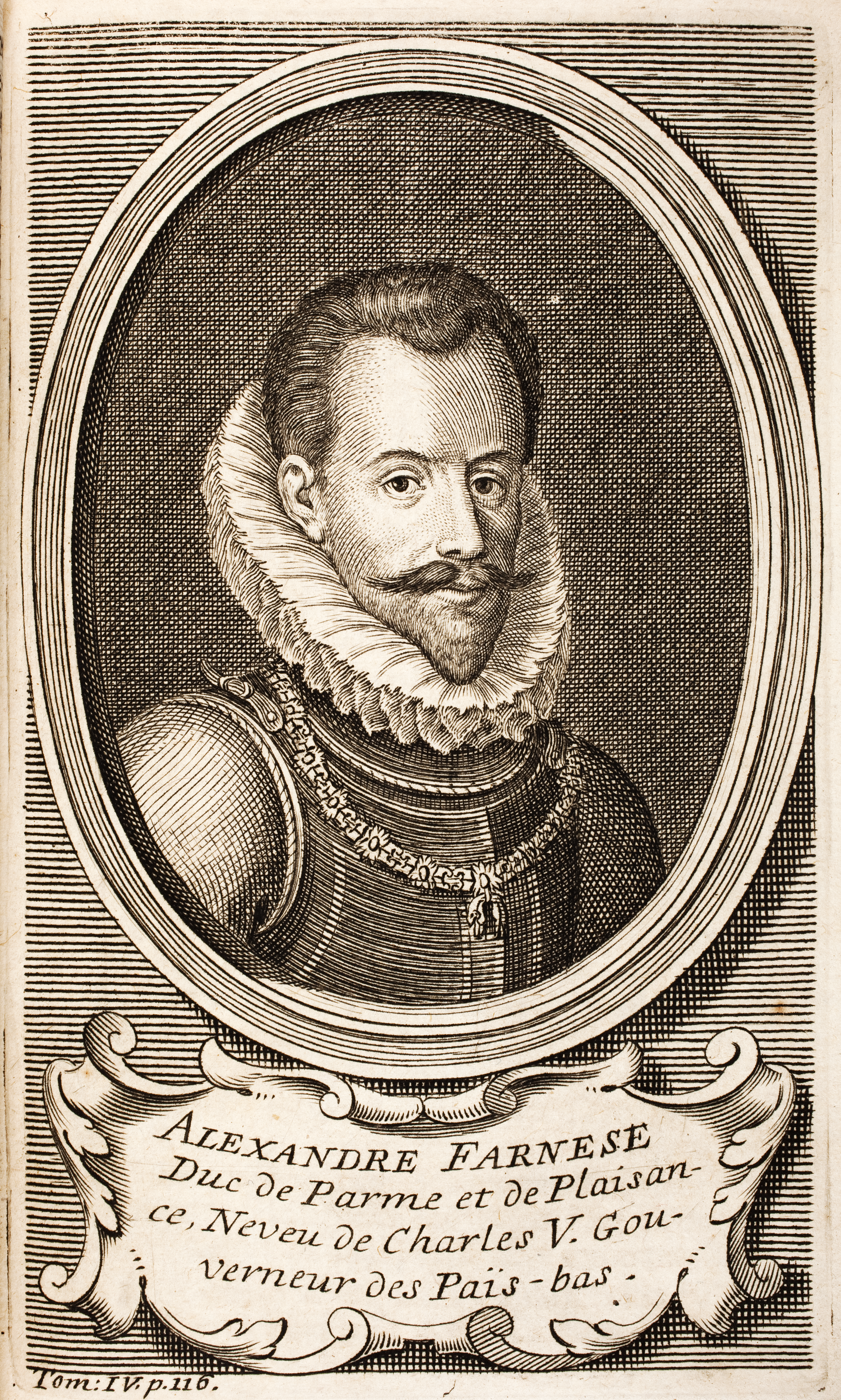
1727, невідомо
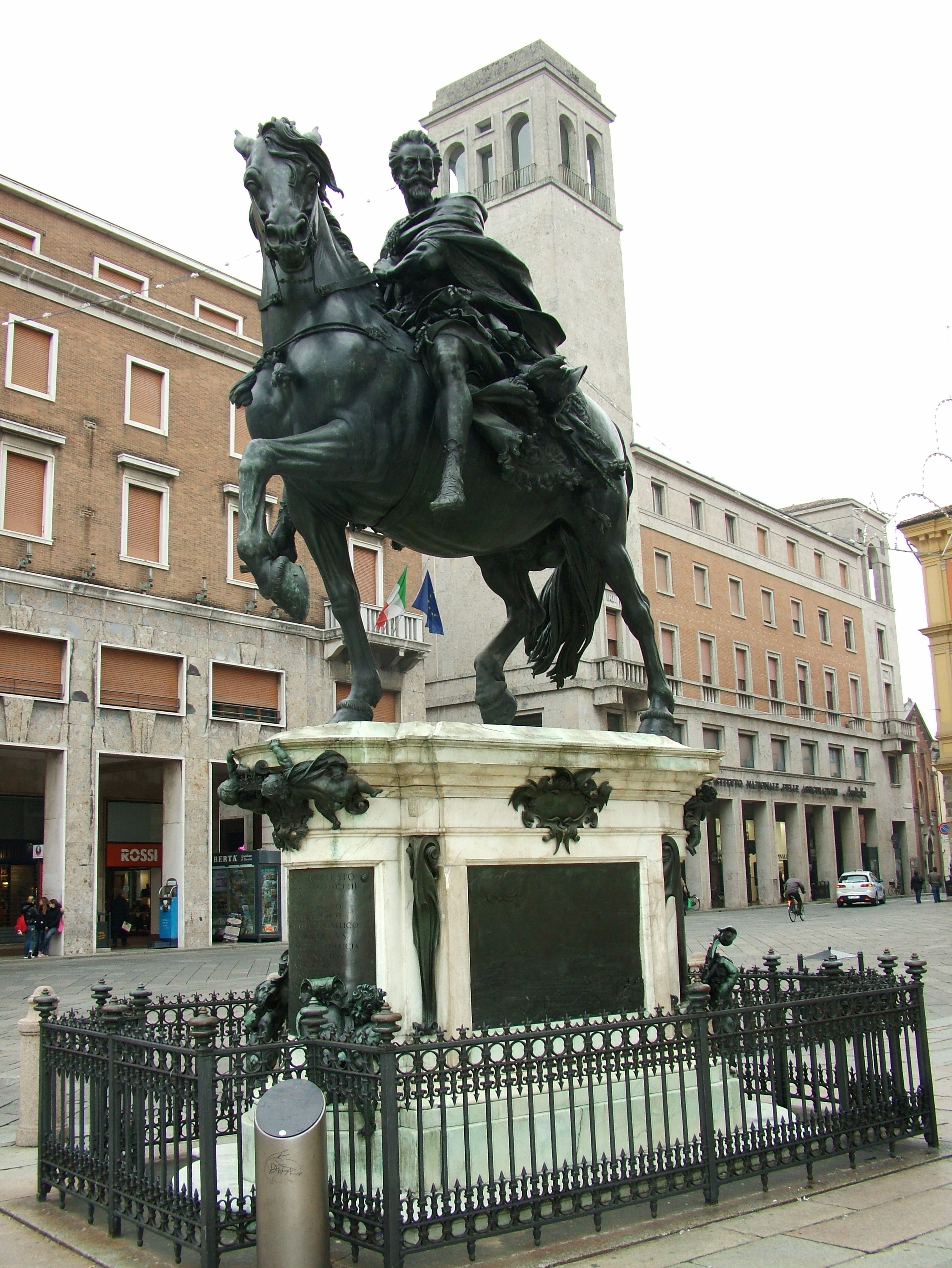
1625, П'яченца